# Crocodile Hunter – Auf Crash-Kurs
Crocodile Hunter – Auf Crash-Kurs (Originaltitel: The Crocodile Hunter: Collision Course) ist eine Tierfilm- und Abenteuer-Komödie aus dem Jahr 2002 von Regisseur John Stainton mit Steve Irwin in der Hauptrolle und ein Ableger der Fernsehserie The Crocodile Hunter.

## Handlung
In einem Kontrollzentrum in der Mojave-Wüste wird festgestellt, dass der militärische Spionagesatellit SE2020 der USA einen Defekt und abweichende Werte anzeigt. Bei seinem Weiterflug werden Kollegen in Canberra informiert, die beim Flug über Queensland eine Kursabweichung feststellen. Durch die Abweichung vom vorgegebenen Kurs wird die automatische Selbstzerstörung ausgelöst und Teile des Satelliten stürzen im Norden von Queensland ab. Darunter die sogenannte Blackbox, welche die gesammelten Bilddaten auf einer Festplatte, sowie ein Ortungsgerät enthält. Die Blackbox wird am Boden von einem Leistenkrokodil verschluckt.
Im Hauptquartier der CIA in Langley schickt Vizedirektor Reynolds zwei verdeckt ermittelnde Agenten, Wheeler und Archer, nach Australien, um die Blackbox zu finden. Um die Geheimhaltung zu sichern, sollen die beiden vorgeben, auf der Suche nach Bodenschätzen zu sein.
Im für das militärische Satellitenprogramm zuständigen National Reconnaissance Office fühlt sich deren Vizedirektor Ansell vom Vorgehen der CIA-Abteilung von Reynolds übergangen und um seine Chance auf den Direktorposten gebracht und schickt seinerseits eine verdeckte Mitarbeiterin. Die Australierin Jo Buckley soll sich als australische Kontaktperson der beiden ausgeben und die Blackbox für ihre Abteilung in die USA zurückholen.
Die Farmerin Brozzie Drewitt ist darauf aus, ein Krokodil zu töten, das sich in einem Fluss in der Nähe ihres Farmlandes aufhält, da sie um ihr Vieh fürchtet. Der Ranger Sam Flynn vom Amt für Naturschutz sucht sie auf, um ihr klarzumachen, dass die Krokodile unter Artenschutz stehen und das Töten der Tiere verboten ist. Da sie nicht einsichtig erscheint, beauftragt er einen Experten für das Einfangen und die Umsiedlung von Krokodilen: Steve Irwin, den man in der Zwischenzeit sehen konnte, wie er auf einen Riesenwaran und einen Inlandtaipan gestoßen ist. Eine Goliath-Vogelspinne, eine Mulgaschlange und ein Känguru-Baby, dessen Mutter auf einer Straße überfahren wurde, nahm er zudem mit, um sie in den Australia Zoo zu verbringen. Irwin gelingt es schließlich auch zusammen mit seiner Frau Terri das Krokodil zu fangen, doch weiß er nichts davon, dass sein gefangenes Krokodil zuvor die Blackbox gefressen hat. Als die CIA-Agenten auf Irwin treffen und ihn verfolgen, hält der sie für Wilddiebe, die es nur auf das Krokodil abgesehen haben.
Bei der CIA glaubt man inzwischen an eine Verschwörung und meint, dass Irwin und seine Frau ein feindliches Agentenpaar sind. Nachdem Reynolds davon erfährt, dass seine Agenten bei der Beschaffung der Blackbox erfolglos waren, zieht er das Verteidigungsministerium hinzu, das Soldaten schickt, die Irwin die Blackbox abnehmen.

## Synchronisation
| Rolle                 | Deutsche Stimme          | Schauspieler    |
| --------------------- | ------------------------ | --------------- |
| Steve Irwin           | Thomas Nero Wolff        | Steve Irwin     |
| Terri Irwin           | Bettina Weiß             | Terri Irwin     |
| Brozzie Drewitt       | Regina Lemnitz           | Magda Szubanski |
| Sam Flynn             | Sven Hasper              | David Wenham    |
| Robert Wheeler        | Tom Vogt                 | Lachy Hulme     |
| Vaughan Archer        | Dietmar Wunder           | Kenneth Ransom  |
| Jo Buckley            | Claudia Urbschat-Mingues | Kate Beahan     |
| Vizedirektor Ansell   | Bodo Wolf                | Steve Vidler    |
| Vizedirektor Reynolds | Lutz Mackensy            | Steve Bastoni   |

## Hintergrund
- Im bekannten Firmenlogo von Metro-Goldwyn-Mayer mit dem brüllenden „Leo the Lion“ zu Beginn des Films wurde der Löwe durch ein Krokodil ersetzt.

- Während des Abspanns ist Elton Johns Crocodile Rock in einer Neufassung mit auf Steve Irwin bezogenem Text von der Musikgruppe Baha Men zu hören.

- Der Film wurde in zwei unterschiedlichen Seitenverhältnissen gedreht. In 1.85:1 für die dokumentarischen Tierfilmszenen mit Steve Irwin und seiner Frau Terri und in 2.35:1 für die Spielfilm-Handlung mit der Farmerin und der CIA, sodass die dokumentarischen Szenen meist im Pillarbox-Format dargestellt werden und sich erst gegen Ende beim Zusammentreffen mit der CIA dem Cinemascope-Format der Spielfilm-Szenen angleichen.

- Die Irwins spendeten ihre Gage aus dem Film Programmen zum Schutz von Wildtieren.

- Die Produktionskosten wurden auf einen Betrag zwischen 12 und 13 Millionen US-Dollar geschätzt. Der Film spielte in den Kinos weltweit rund 33 Millionen US-Dollar ein, davon 28 Millionen US-Dollar in den USA.[2]

## Kritiken
„Der Film ist unterhaltsam … man sieht ein paar sympathische Leute, die durch das australische Hinterland reisen und gefährlichen Tieren ungemütlich nahe kommen, während sie uns über deren Gewohnheiten und Gefahren belehren und fast von diesen getötet werden. Die Stunts sind nicht vorgetäuscht, also gibt es eine gewisse Faszination.“

„So sympathisch der Enthusiasmus des Hauptdarstellers Steve Irwin für die von ihm vorgeführten Tiere auch sein mag: sein Ausflug auf die große Leinwand verfügt über keinerlei Kinoqualitäten.“

## Auszeichnungen
Der Film gewann einen Young Artist Award 2003 in der Kategorie Bester Familien-Spielfilm – Komödie.